# Hungarian Art & Business

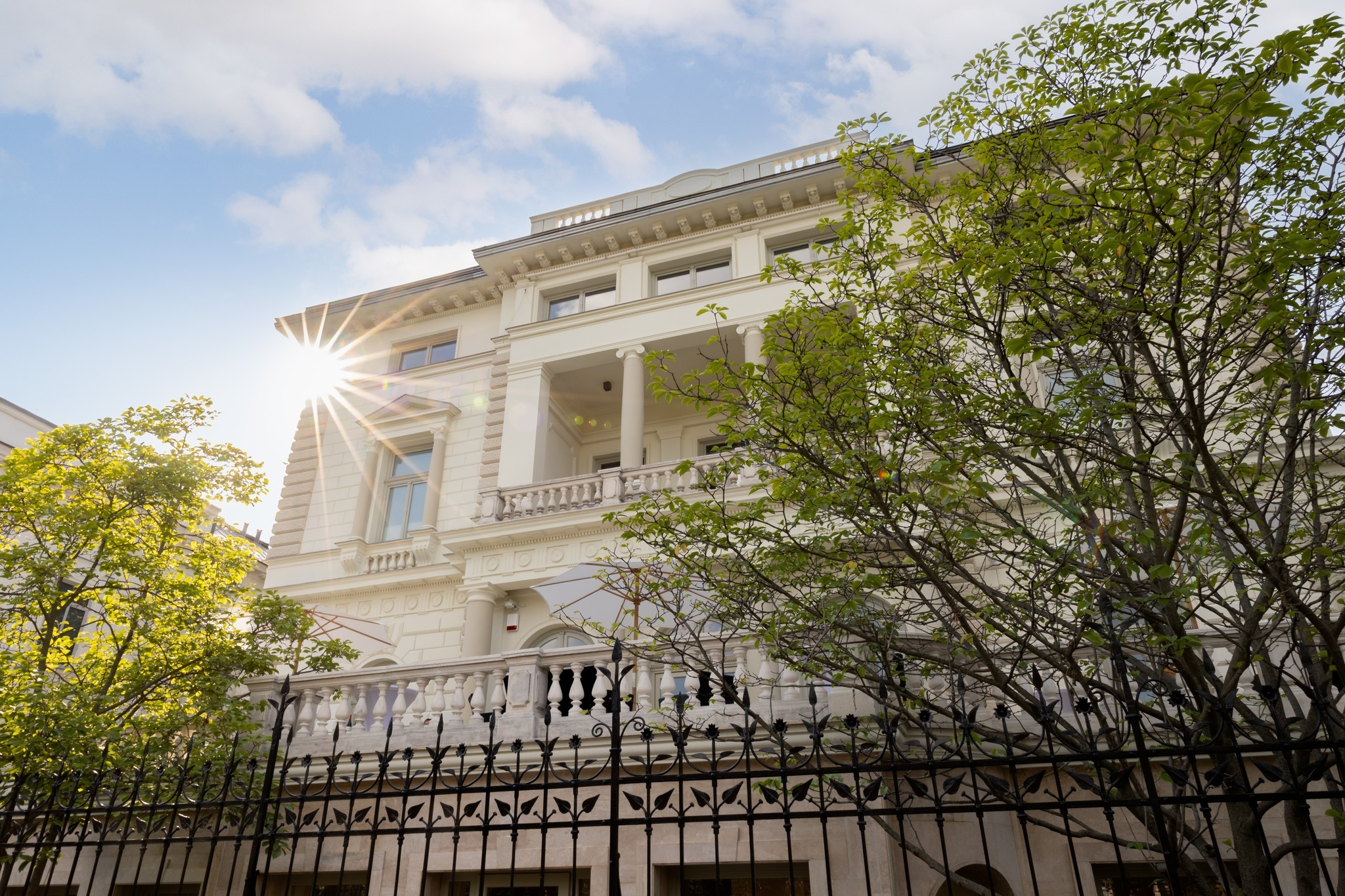
A Hungarian Art & Business (HAB) művészeti központ

A Hungarian Art & Business (HAB) kortárs fókuszú, interaktív művészeti központ, kulturális és közösségi tér, amely Budapesten működik. A központ célja, hogy elősegítse a hazai és régiós kortárs művészeti szcéna helyzetét és a műtárgypiaccal kapcsolatos edukációt, valamint hogy párbeszédet teremtsen a művészeten keresztül, egyben közösségi találkozópontot biztosítson a művészet iránt érdeklődőknek.  A HAB művészeti igazgatója Vékony Délia művészettörténész, kurátor és művészetoktató.

## Története és küldetése
A Hungarian Art & Business az MBH Bank Művészeti Alapítvány támogatásával, 2023-ban kezdte meg működését, és mára a kortárs művészet egyik központi színterévé vált. Hitvallása, hogy a művészet mindenkié, ennek jegyében pedig számos programot szervez, beleértve az ingyenes időszaki kiállításokat, előadásokat, szemináriumokat és családi rendezvényeket, amelyek minden korosztály számára elérhetők.
Tevékenységének további kiemelt pillére a feltörekvő művészek támogatása: ehhez a központ ösztöndíj- és rezidenciaprogramot is biztosít számukra, amelyek lehetőséget nyújtanak az alkotói munka elmélyítéséhez. Az épület felső szintjén helyet kapó stúdiólakásban számos nemzetközi rezidens művész fordult meg.

## Helyszín
A HAB központja az UNESCO Világörökség részét képező Andrássy úti klasszicista palotasor egyik épületében, egy eklektikus-neoreneszánsz stílusú házban található, amelyet teljesen felújítottak, hogy a HAB otthona legyen.

## Programok
A HAB a művészeti alkotások megtekintése mellett az alkotófolyamatba való bekapcsolódásra is rendszeresen lehetőséget nyújt a látogatók számára. Az ingyenes időszaki kiállításokat folyamatos szakmai tárlatvezetések kísérik, emellett a központ rendszeresen szervez az adott tárlat tematikájához illeszkedő szakmai előadásokat, kerekasztal-beszélgetéseket és szabadegyetemeket, amelyeken meghívott közéleti szereplők, előadók is részt vesznek. A HAB alsó szintjén egy alkotó- és grafikai műhely működik, amely a klasszikus sokszorosító technikák kortárs alkalmazását és fennmaradását segíti elő.